# Mangora cajuta
Mangora cajuta là một loài nhện trong họ Araneidae.
Loài này thuộc chi Mangora. Mangora cajuta được Herbert Walter Levi miêu tả năm 2007.